# ريكاردو تادي
ريكاردو تادي (بالإيطالية: Riccardo Taddei)‏ (5 سبتمبر 1980 ببيزا في إيطاليا - ) هو لاعب كرة قدم إيطالي في مركز الهجوم. شارك مع منتخب إيطاليا تحت 16 سنة لكرة القدم ومنتخب إيطاليا تحت 21 سنة لكرة القدم. أما مع النوادي، فقد لعب مع فيورنتينا ونادي ألساندريا ونادي بريشيا ونادي تريستينا ونادي جنوى ونادي ريميني ونادي كاتانزارو ونادي كاسالي ونادي كريمونيسي وسيتا دي بونتيديرا.

## وصلات خارجية
- ريكاردو تادي على موقع قاعدة بيانات كرة القدم.إي يو (الإنجليزية)